# Edwin Lutyens
Edwin Landseer Lutyens (Londres, 29 de març de 1869 - Londres, 1 de gener de 1944) va ser va ser un arquitecte britànic conegut pel seu estil arquitectònic, adaptant l'arquitectura tradicionalista, sobretot la de l'Índia, al gust i les necessitats del seu temps. Va dissenyar moltes casas de camp angleses, memorials de guerra i edificis públics. A la seva biografia, l'escriptor Christopher Hussey va escriure: "Durant la seva vida [Lutyens] va ser àmpliament considerat com l'arquitecte britànic més gran des de Wren si no, com molts sostenien, el seu superior". L'Historiador de l'arquitectura Gavin Stamp el va descriure com "segurament el més gran arquitecte britànic del segle XX (o de qualsevol altre)".
Lutyens va tenir un paper fonamental en la planificació de Nova Delhi, que més tard servirà com a seu del Govern de l'Índia. En reconeixement a la seva contribució, Nova Delhi també és coneguda com la "Delhi de Lutyens". En col·laboració amb Sir Herbert Baker, també va ser l'arquitecte principal de diversos monuments a Nova Delhi com la Porta de l'Índia; també va dissenyar la Casa del Virrei, que ara es coneix com a Rashtrapati Bhavan. Moltes de les seves obres es van inspirar en l'arquitectura índia.Va ser elegit Mestre del Art Workers' Guild el 1933.

## Biografia

### Família
Edwin Lutyens era fill del capità Charles Henry Lutyens i de Marie-Thérèse Gallwey. Va rebre el nom d'Edwin Landseer en honor d'un amic del seu pare, el pintor i escultor, Sir Edwin Landseer.
Lutyens va ser el pare de la compositora Elisabeth Lutyens.
Aleshores es va convertir en l'últim company de la rica Victoria Sackville-West, Baroness Sackville (1862-1936), que després de deixar el seu marit el 1919, es va instal·lar amb ell a Brighton.

### Una carrera com a arquitecte

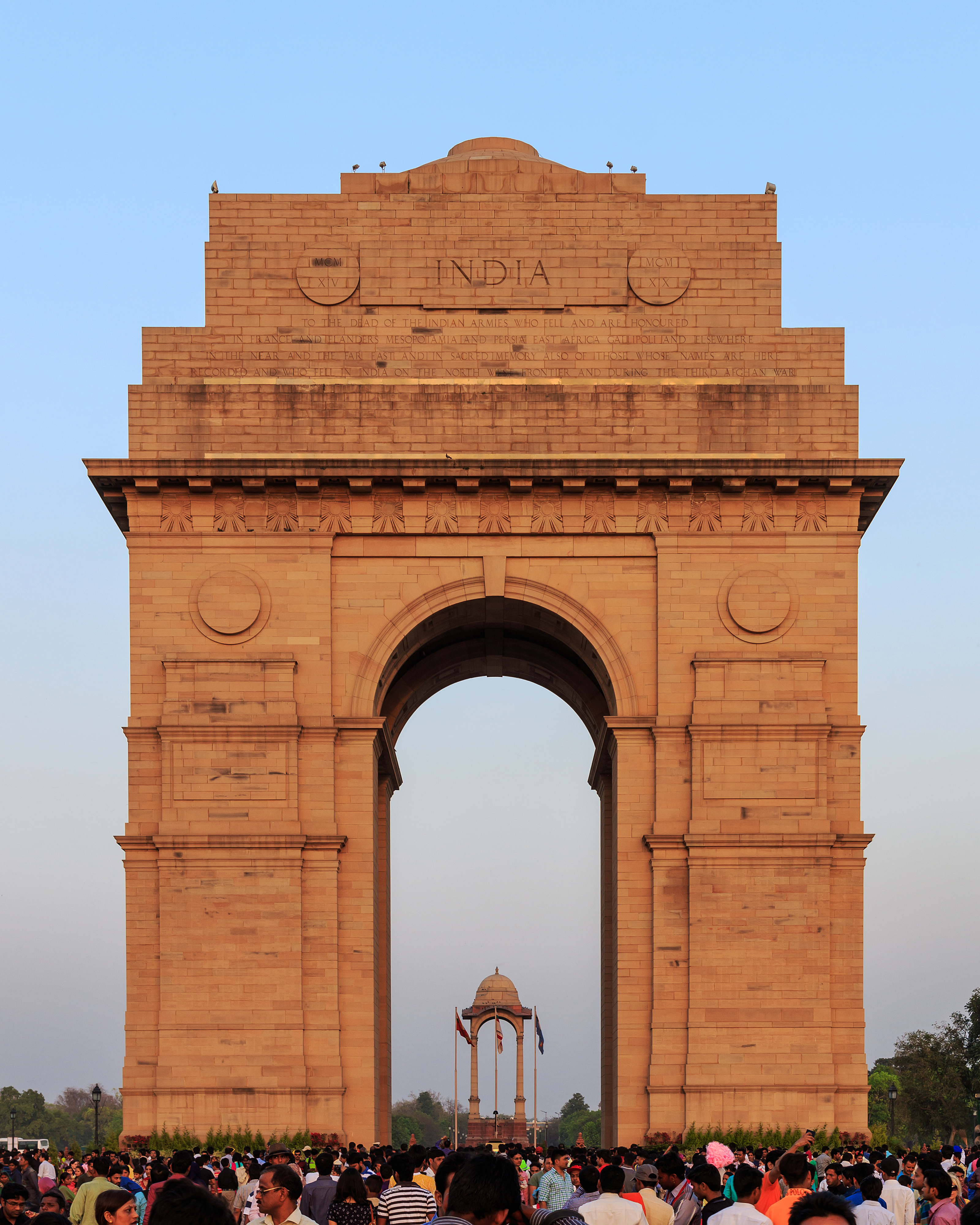
Porta de l'Índia dissenyada per Edwin Lutyens

Lutyens va estudiar arquitectura a la South Kensington School of Art, de 1885 a 1887. Després va treballar a l'oficina d'arquitectura d’Ernest George i Harold Ainsworth Peto, arquitectes reconeguts per les seves segones residències. Allà va conèixer a Herbert Baker. Va obrir la seva pròpia oficina el 1889.
Va dissenyar moltes cases de camp i va tenir un paper essencial en el disseny dels edificis administratius de Nova Delhi (coneguts com a "Delhi de Lutyens").
Durant molts anys, Lutyens va treballar a Bloomsbury Square, Londres.
El seu treball, influenciat per Norman Shax, William Morris i Philip Webb, el va portar a dissenyar residències a l'estil Arts and Crafts –va ser Mestre de l’Art Workers' Guild el 1933– i neoclàssic. A Anglaterra, és conegut sobretot per les seves grans mansions construïdes al camp i per la realització del Cenotafi de Whitehall a Londres.
Va conèixer la paisatgista i horticultura Gertrude Jekyll i el 1896 va començar a treballar en un projecte de casa per a Jekyll a Munstead Wood, Godalming, Surrey; és l'inici d'una fructífera col·laboració en moltes construccions de Lutyens.
Refinament rústic
Al castell de Lambay, un castell reinventat per l'arquitecte a principis del segle xx, es combinen esperit càlid i rigorosa simplicitat, tradició i vida moderna. Un univers poètic i misteriós.
El 1902, Maude Lorillard, una rica jove estatunidenca, es va casar amb el britànic Cecil Baraing (1864-1934), Baron Revelstoke. Per casualitat i a través d'un anunci classificat, van trobar Lambay, una illa de 240 hectàrees on aleshores hi havia unes quantes cases rurals habitades per guardacostes, una capella, un castell en ruïnes, el seu parc emmurallat i uns paisatges sumptuosos. Al principi van restaurar el castell, i l'any 1905, Maude va convidar l'arquitecte, la reputació del qual aleshores creixia al Regne Unit, a visitar el recinte.
Va començar llavors una llarga col·laboració al final de la qual les ruïnes de la fortalesa, reconfigurades, es van convertir en una autèntica casa familiar per a Cecil, Maude i els seus fills.

### L'arquitecte de Nova Delhi

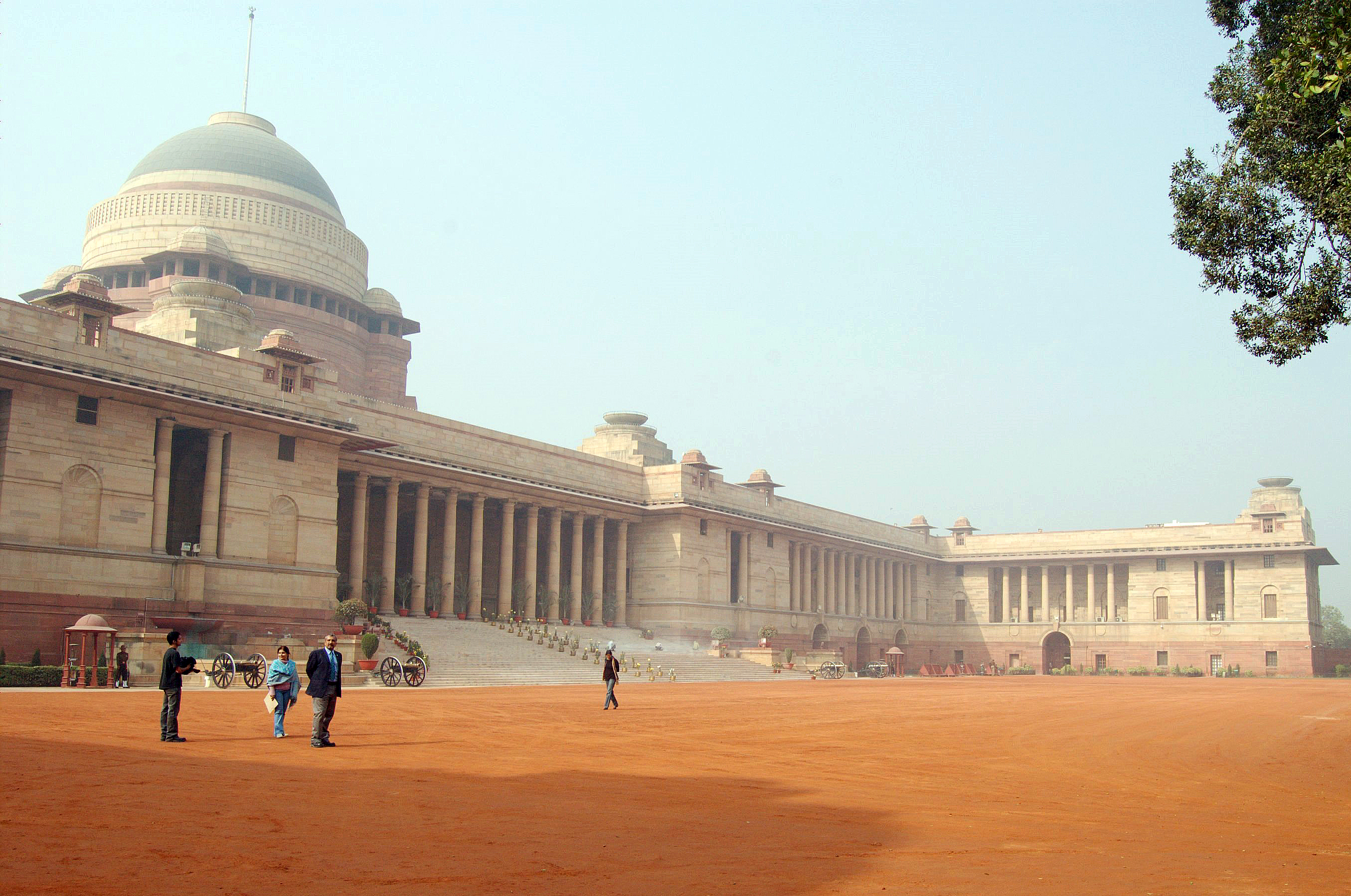
El palau Rashtrapati Bhavan, ara residència del president de l'Índia.

Dissenyada per Lutyens durant vint anys, Nova Delhi va ser escollida per substituir Calcuta com a seu del govern britànic a l'Índia l'any 1912, hi va construir, entre altres coses, el palau de la residència oficial del virrei de l'Índia, el Rashtrapati Bhavan. El projecte es va acabar l'any 1929 i es va inaugurar l'any 1931.

## Obres principals
- Cenotafi de Whitehall a Londres (1919-1920)
- Arc de la memòria a Leicester (1919-1925)
- el Rashtrapati Bhavan a Nova Delhi (1929)
- Memorial Thiepval (1928-1932)
- Edifici Midland Bank a Manchester (1935)
- Cenotafi de Manchester a la plaça de Sant Pere (1924)

## Distincions i honors
- Cavaller (Knight Bachelor - 1918)
- Membre de la Royal Academy (RA - 1921) i president d'aquesta de 1938 a 1944[10]
- Chevalier commandeur de l'Orde de l'Imperi Indi (KCIE - 1924)[11]
- Membre de l'Orde del Mèrit (OM)